# Портердејл (Џорџија)
Портердејл (Џорџија) (енгл. Porterdale) град је у америчкој савезној држави Џорџија. По попису становништва из 2010. у њему је живело 1.429 становника.

## Демографија
Према попису становништва из 2010. у граду је живело 1.429 становника, што је 148 (11,6%) становника више него 2000. године.
| Група             | 2000.         | 2010.       |
| Белци             | 1.172 (91,5%) | 928 (64,9%) |
| Афроамериканци    | 63 (4,9%)     | 393 (27,5%) |
| Азијати           | 12 (0,9%)     | 2 (0,1%)    |
| Хиспаноамериканци | 24 (1,9%)     | 60 (4,2%)   |
| Укупно            | 1.281         | 1.429       |